# Chloreuptychia hewitsonii
Chloreuptychia hewitsonii är en fjärilsart som beskrevs av Butler 1866. Chloreuptychia hewitsonii ingår i släktet Chloreuptychia och familjen praktfjärilar. Inga underarter finns listade i Catalogue of Life.

## Bildgalleri

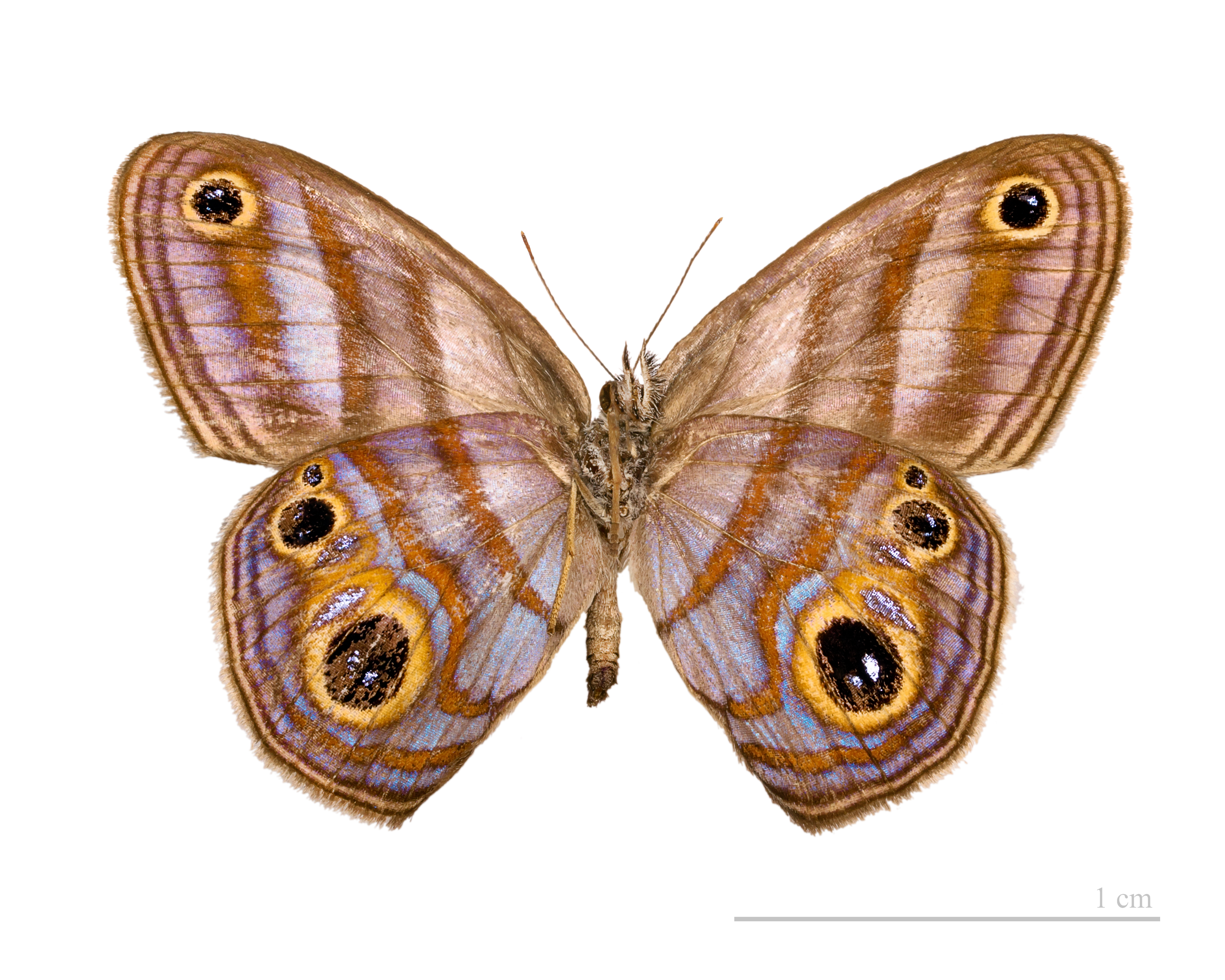
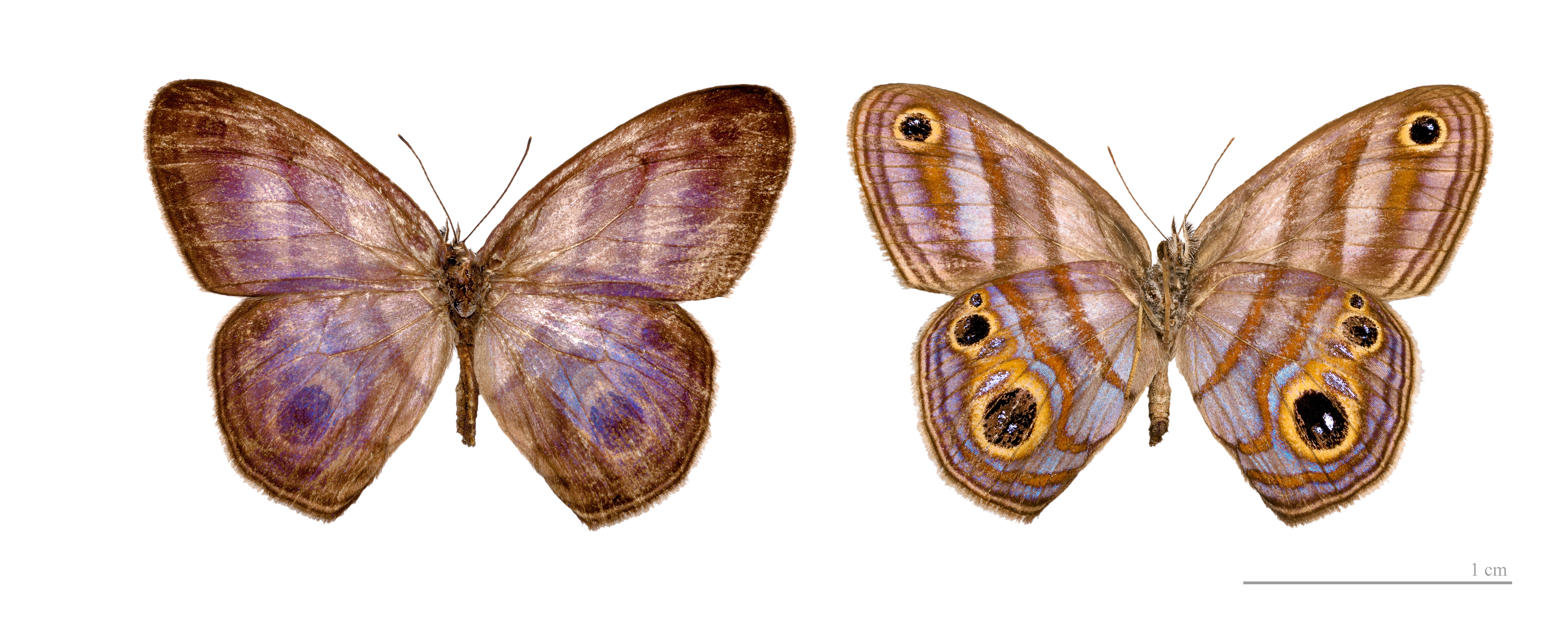
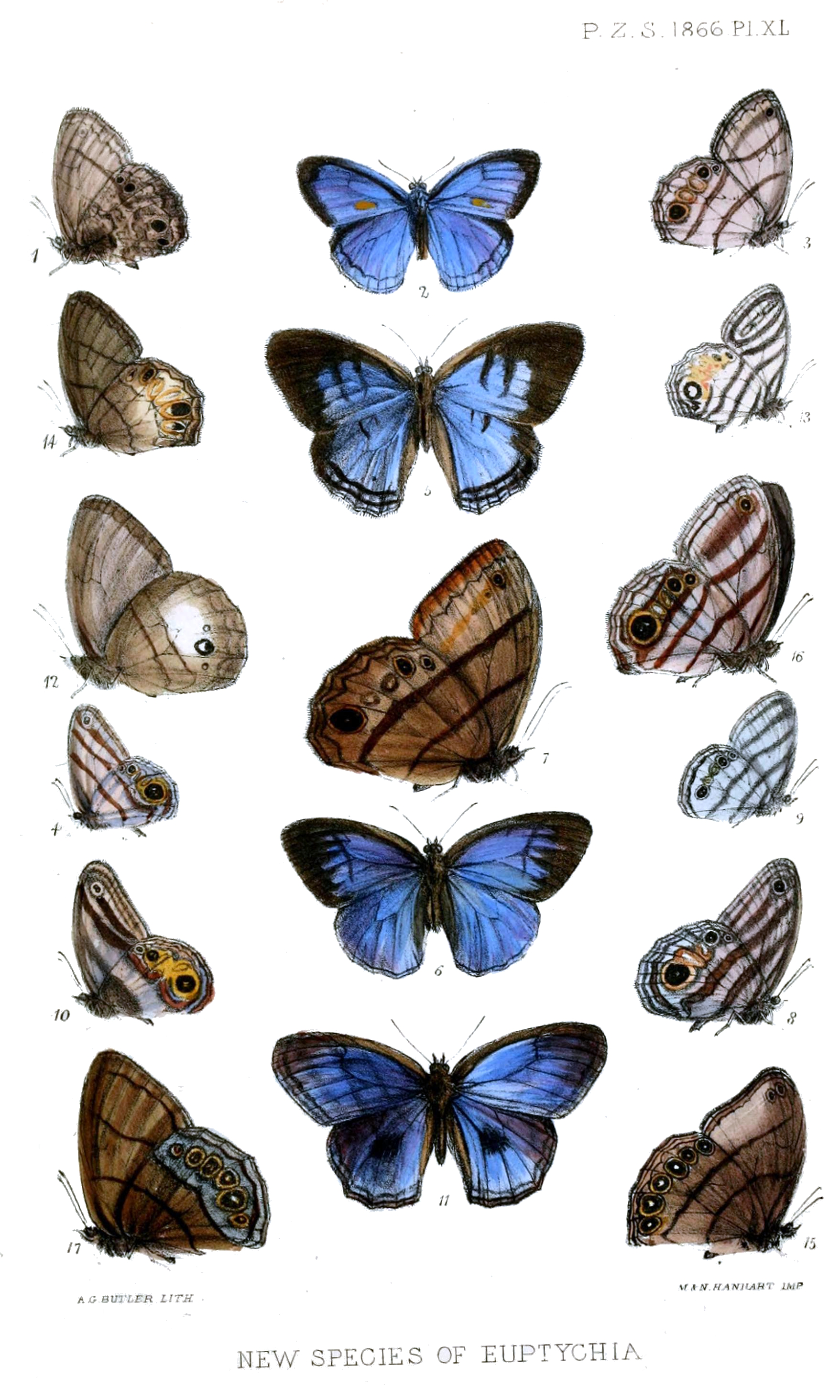